# 385 Dywizja Strzelecka (ZSRR)
385 Dywizja Strzelecka (ros. 385-я стрелковая дивизия) – związek taktyczny (dywizja) Armii Czerwionej.
Sformowana w czasie II wojny światowej w Kirgistanie i przerzucona na zachód. Broniła Moskwy przed niemieckim najeźdźcą, szła przez Białoruś i Polskę.